# Бугинген
Бугинген (њем. Buggingen) општина је у њемачкој савезној држави Баден-Виртемберг. Једно је од 50 општинских средишта округа Брајсгау-Хохшварцвалд. Према процјени из 2010. у општини је живјело 3.906 становника. Посједује регионалну шифру (AGS) 8315022.

## Географски и демографски подаци
Бугинген се налази у савезној држави Баден-Виртемберг у округу Брајсгау-Хохшварцвалд. Општина се налази на надморској висини од 239 метара. Површина општине износи 15,3 km². У самом мјесту је, према процјени из 2010. године, живјело 3.906 становника. Просјечна густина становништва износи 255 становника/km².